# Пачаран

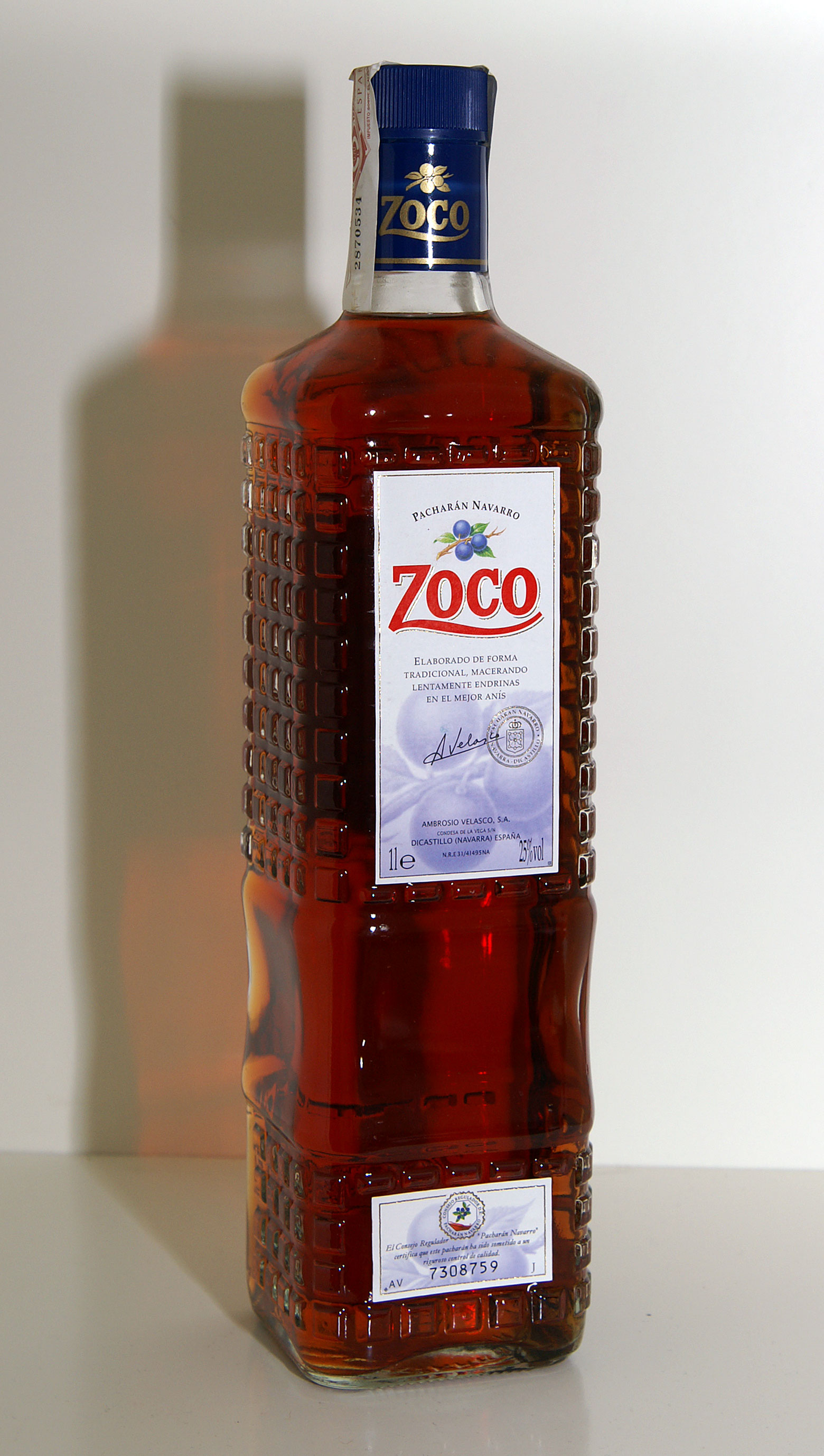
Одна з найвідоміших марок пачарану «Со́ко»

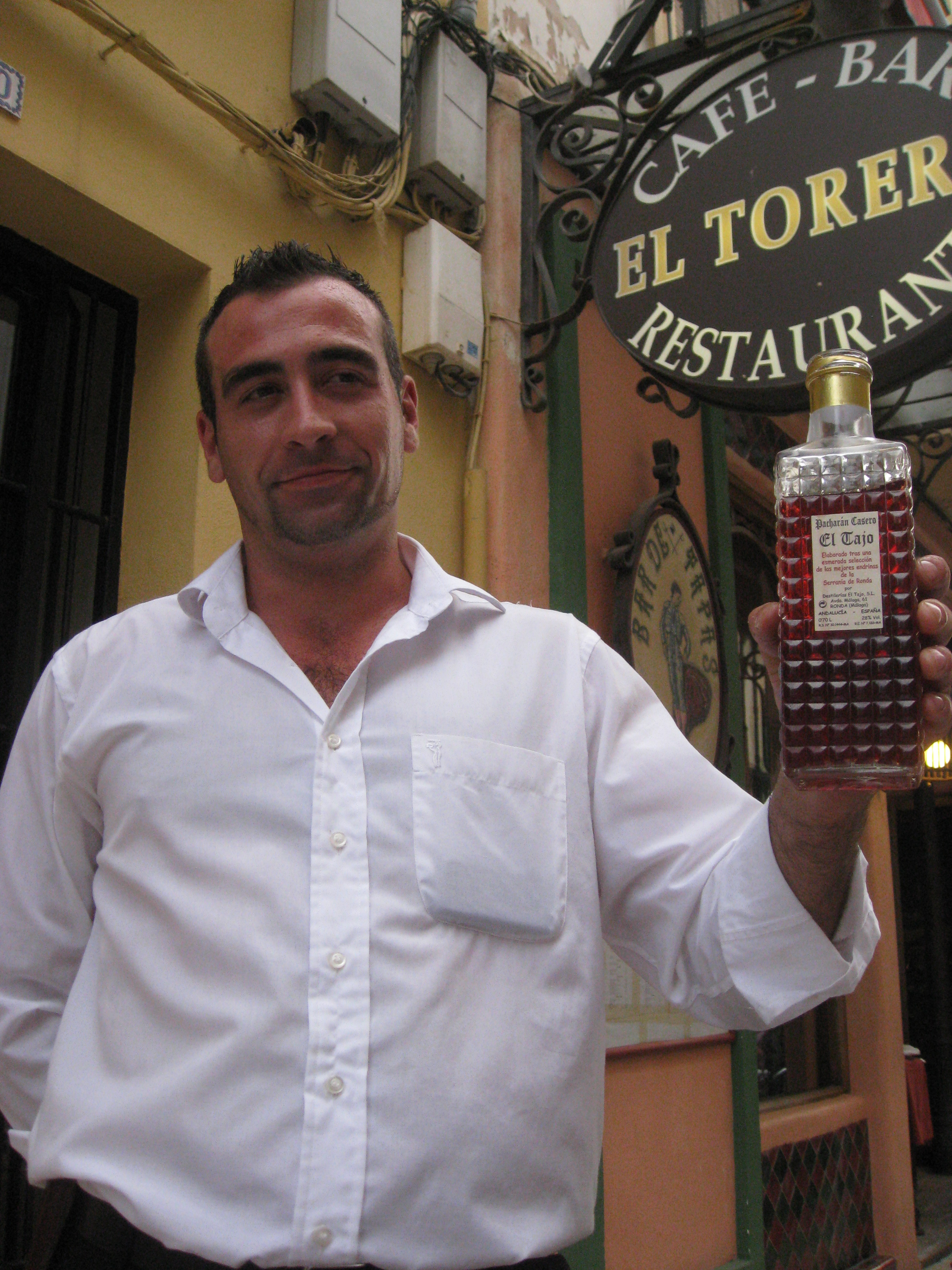
Іспанський офіціант, що пропонує пляшку пачарану

Пачара́н (ісп. Pacharán, в іспанську мову слово потрапило з баск. Patxaran — від «baso aran», що перекладається, як «дика слива», тобто «терен») — алкогольний напій, традиційний для деяких регіонів північної Іспанії. Є спиртовою настоянкою ягід терну (лат. Prunus spinosa) з різними ароматичними добавками. Вміст алкоголю зазвичай 20—30 %. Подається як дигестив.

## Поява напою та історія виробництва
Виготовлення пачарану було відоме ще з Середніх віків, а саме перші згадки відносяться до XIV століття. Відомо що королева Бланка І відзначала цілющі властивості даної настоянки. Пачаран наливали на королівських весіллях. Спершу цей напій в XIV—XVIII століттях був поширений в Країні Басків та в Наваррському королівстві виготовлявся у відносно невеликих обсягах, а згодом він став популярним і в сусідніх регіонах.
Промислове виробництво пачарану було налагоджено на початку XIX століття: першим великим виробником 1816 році стала сімейна компанія наварського винороба Амбросіо Веласко (ісп. Ambrosio Velasco), що мала таку ж назву, що й напій. В XIX та на початку XX століття пачаран розглядався не стільки як алкогольний напій, скільки як лікарська настоянка, для шлункового травлення, тому в цей період він продавався головним чином в аптеках.
Загальнонаціональну популярність пачаран отримав до середини XX століття. У 1987 році наварськими виробниками пачарана був заснований спеціальна Регулююча рада (ісп. Consejo Regulador de Denominacion), що регламентував технологію виготовлення напою і його географічну приналежність: згідно з вимогами ради назва «пачаран» може носити тільки настоянка, вироблена в Наваррі. Тим не менш, пачаран під традиційною назвою продовжує вироблятись в інших іспанських регіонах.
Наприкінці 2000-х років в Іспанії промисловим чином вироблялось 7 мільйонів літрів пачарану в рік. Найпоширенішими марками були «Соко» (ісп. Zoco) — основана першим ліцензованим виробником напою в 1956 році, що зараз належить французькій компанії «Перно-Рікар», «Ла Наварра» (ісп. La Navarra), «Байнес» (ісп. Baines), «Ечеко» (баск. Etxeko), «Канча» (баск. Kantxa), «Бараньяно Ача» (баск. Barañano Atxa).

## Технологія виробництва

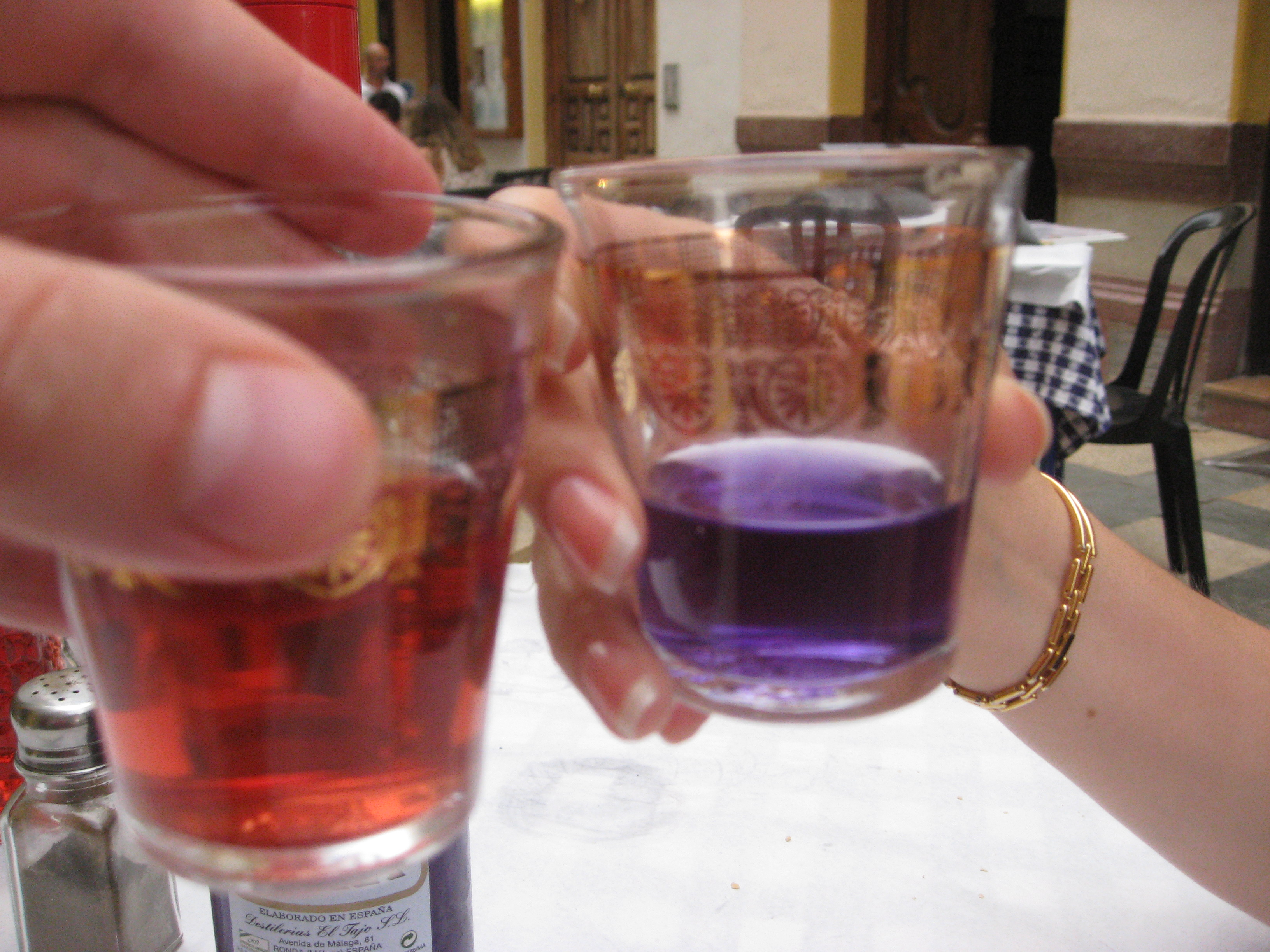
Коричневий пачаран — алкогольний з міцністю 28 %, фіолетовий — безалкогольний з есенціями

Пачаран може розглядатися як свого роду гібрид лікеру і анісової настоянки. Технологічно напій являє собою купаж цукрового сиропу, спиртової настойки ягід терну, анісу і, як правило, невеликих добавок різних ароматичних есенцій — найчастіше фруктових або ванільних, іноді карамелі.
Процес мацерації триває від одного до восьми місяців. При промисловому виробництві настоянка виготовляється зазвичай в скляній тарі, однак деякі дрібні приватні виробники зберігають традиційний метод виготовлення — у дерев'яних бочках.
В залежності від вмісту цукру пачаран може бути як солодкою, так і сухою. У чистому вигляді терново-анісова настоянка має темно-червоний або коричневий колір. Проте залежно від доданих ароматичних есенцій напій може отримати різні кольори і відтінки: рожевий, фіолетовий, синій, жовтий тощо.
Вміст спирту в більшості сортів пачарана коливається від 20 до 30 %. Однак випускаються також більш легкі сорти і навіть безалкогольний пачаран, що зберігає основні смакові властивості звичайної настоянки.

## Подача і вживання
Пачаран традиційно подається після їжі як дигестив, зазвичай у невеликих стопках або чарках, часто одночасно з кавою. Напій прийнято вживати охолодженим, проте лід всередину чарки класти не прийнято — зазвичай пляшка охолоджується заздалегідь або ж чарки з пачараном сервіруються в невеликих чашечках, наповнених подрібненим льодом. У деяких іспанських ресторанах недорогі сорти пачарана можуть по завершенні трапези подаватися безкоштовно — як «комплімент» від закладу.

## Цікаві факти
- Пачаран марки «Байнес» неодноразово пробував Ернест Хемінгуей під час своїх поїздок по Наваррі.
- Серед наваррських селян побутує повір'я про те, що поїдання залишків ягід терну після настоювання на них пачарана може викликати божевілля або, ж принаймні довічну пристрасть до цього напою.